# خانه سابق امبرسون

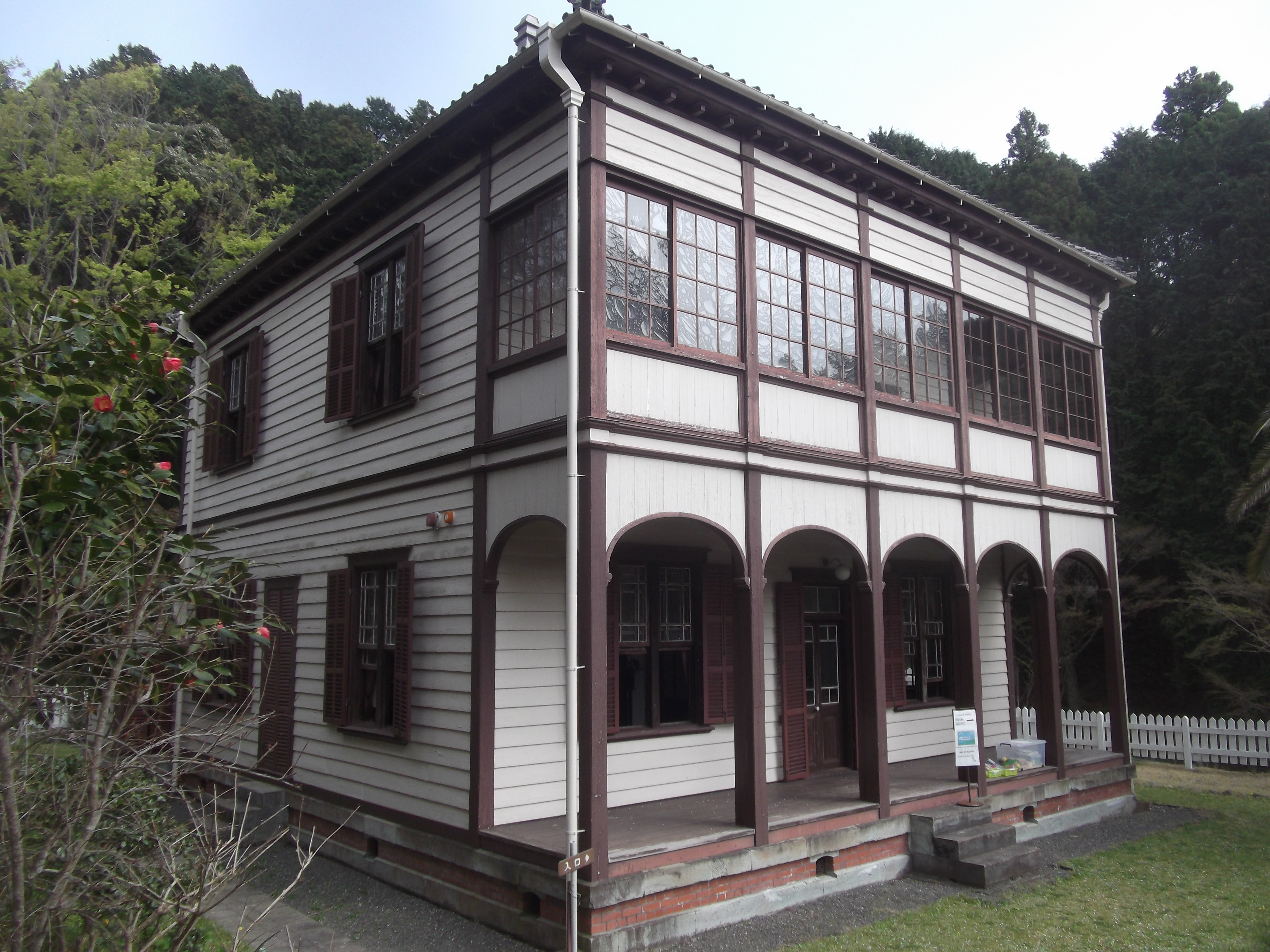

خانه سابق امبرسون، (به ژاپنی: 旧エンバーソン邸 きゅうエンバーソンてい)، این ساختمان به سبک غربی که در ایکدا، استان شیزوئوکا، شهر شیزوئوکا، بخش سوروگا واقع شده است، قدمت آن به دوره میجی برمی‌گردد. این بنا توسط شهر شیزوئوکا به عنوان یک اثر فرهنگی ملموس تعیین شده است.

## نمای کلی
خانه سابق امبرسون، یک اثر فرهنگی ملموس تعیین شده توسط شهر، در سال ۱۹۰۴ (میجی ۳۷) در محوطه کلیسای شیزوئوکا از کلیسای متحد مسیح در ژاپن (که اکنون نیشیکوسابوکا، بخش آئویی، شهر شیزوئوکا است) به عنوان محل اقامت رابرت امبرسون (۱۸۶۷–۱۹۱۰)، مبلغ مذهبی که در سال ۱۹۰۱ (میجی ۳۴) از کانادا به ژاپن فرستاده شد، ساخته شد.
هنگامی که خانه قدیمی امبرسون در نیشیکوسابوکا ساخته شد، بخشی از محل خانه سابق توکوگاوا یوشینوبو بود. یوشینوبو از ۶ مارس ۱۸۸۸ (۲۱ میجی) تا ۱۹ نوامبر ۱۸۹۷ (۳۰ میجی) که به سوگامو نقل مکان کرد، در آنجا زندگی می‌کرد. بعداً به ایکدا، بخش سوروگا، شهر شیزوئوکا (کنار باغ‌وحش نیهون-دایرا) منتقل شد و در آخر هفته‌ها و تعطیلات به صورت رایگان برای عموم آزاد است. در سال ۱۹۹۵، در چهارمین دوره جوایز چشم‌انداز شهر شیزوئوکا، جایزه تعالی را از آن خود کرد. در سال ۲۰۰۹، به عنوان یک دارایی فرهنگی ملموس شهر شیزوئوکا تعیین شد.

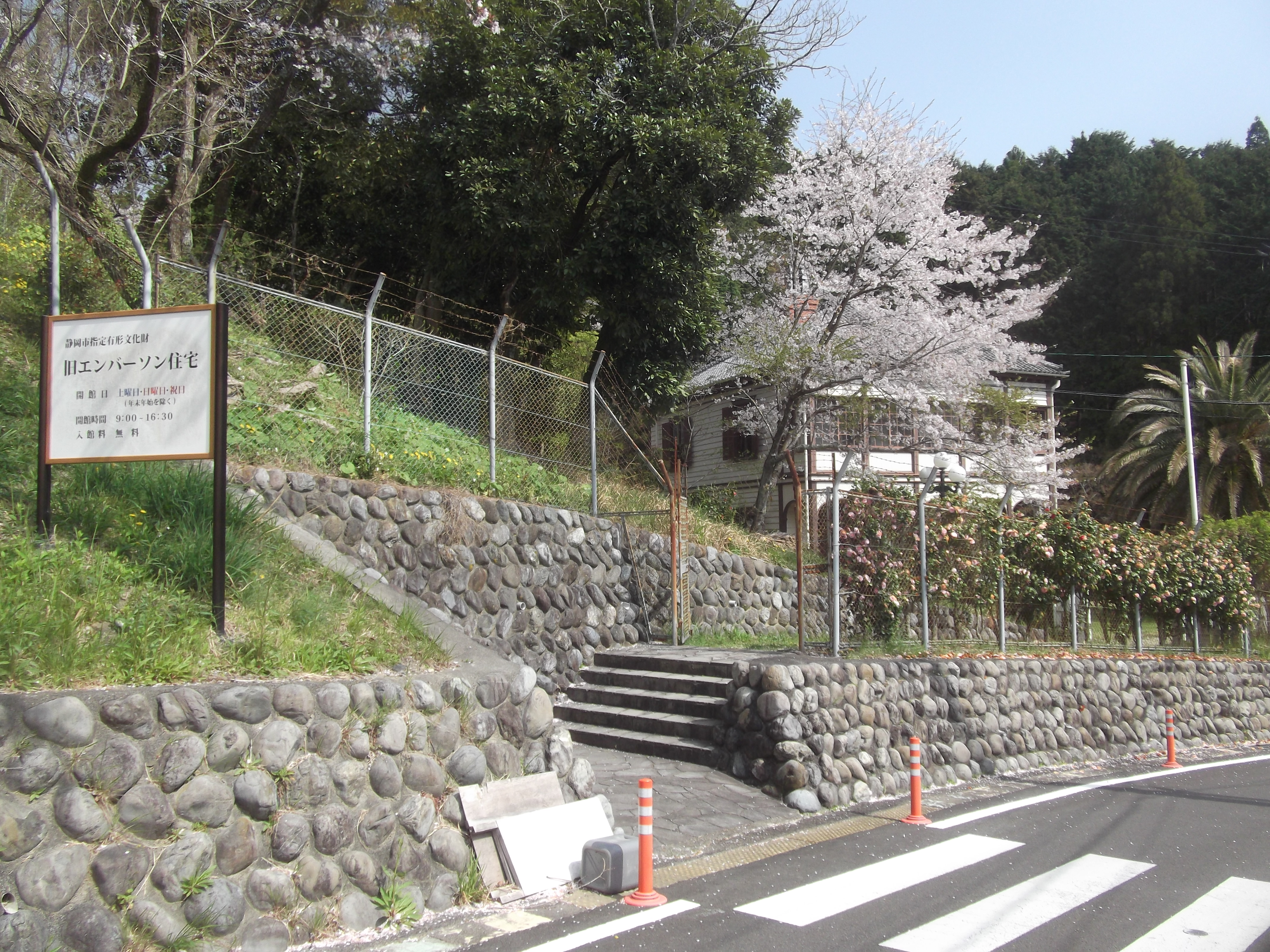
در ورودی
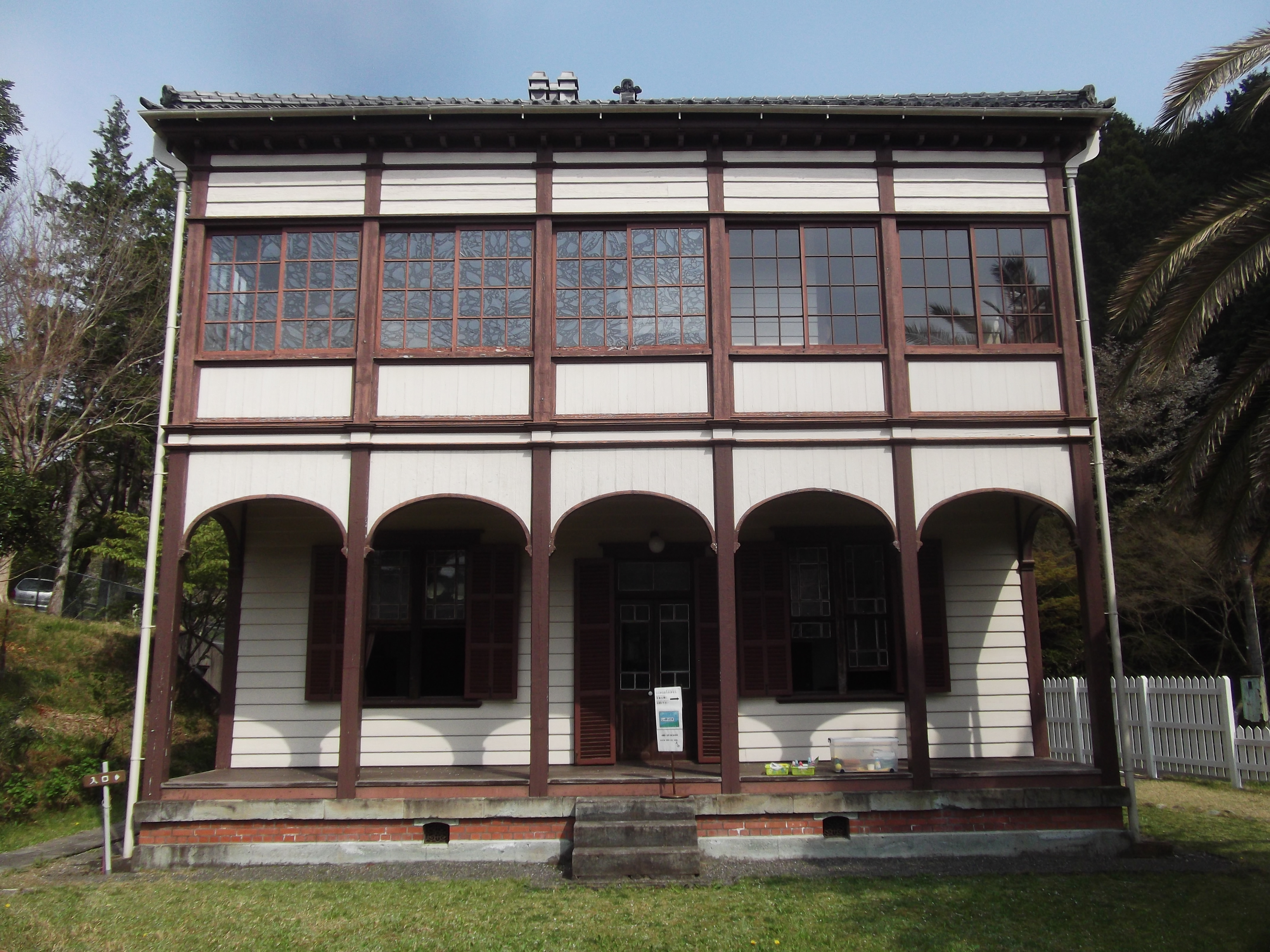
نمای جلویی
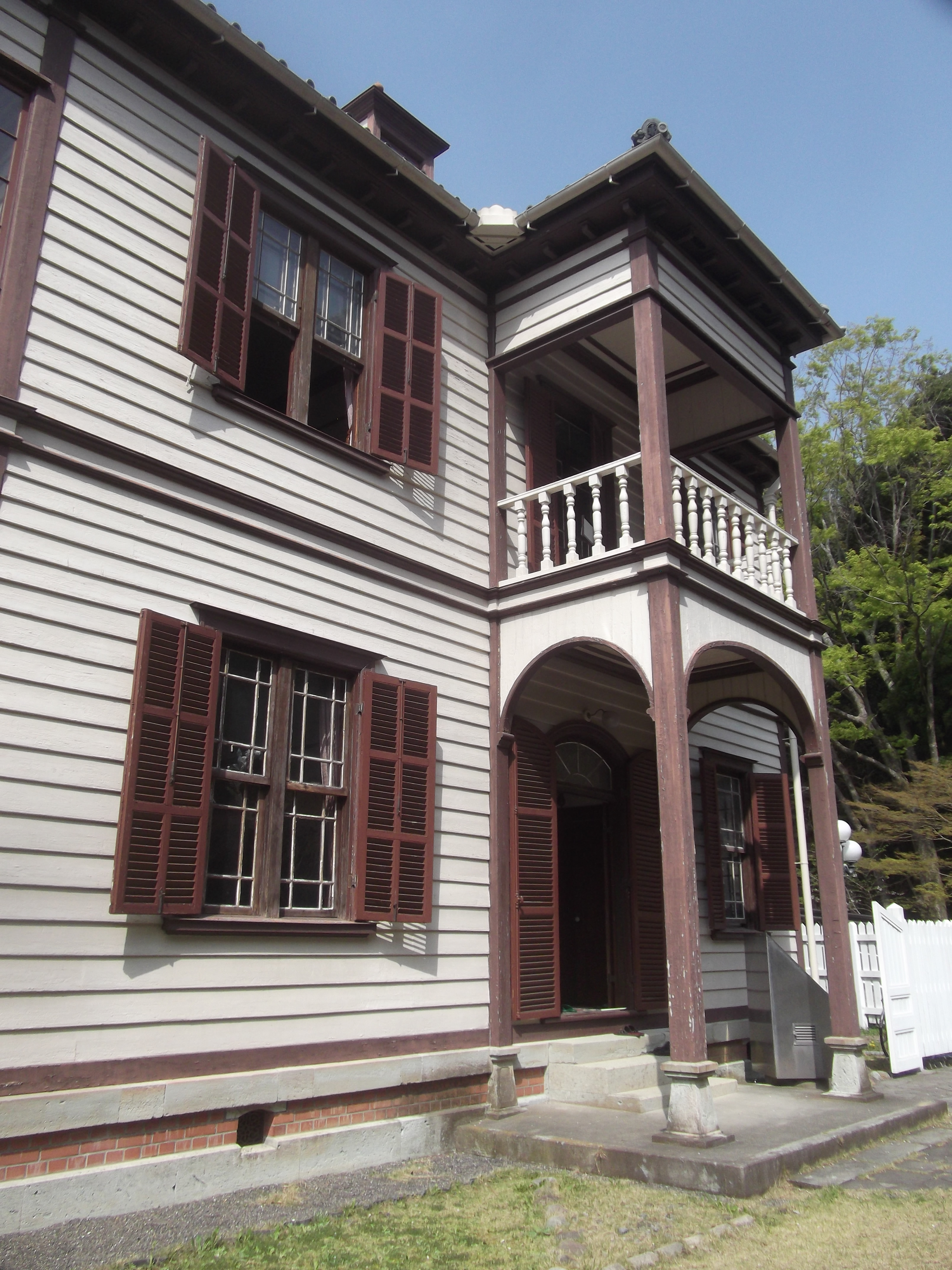
ورودی و بالکن بالا
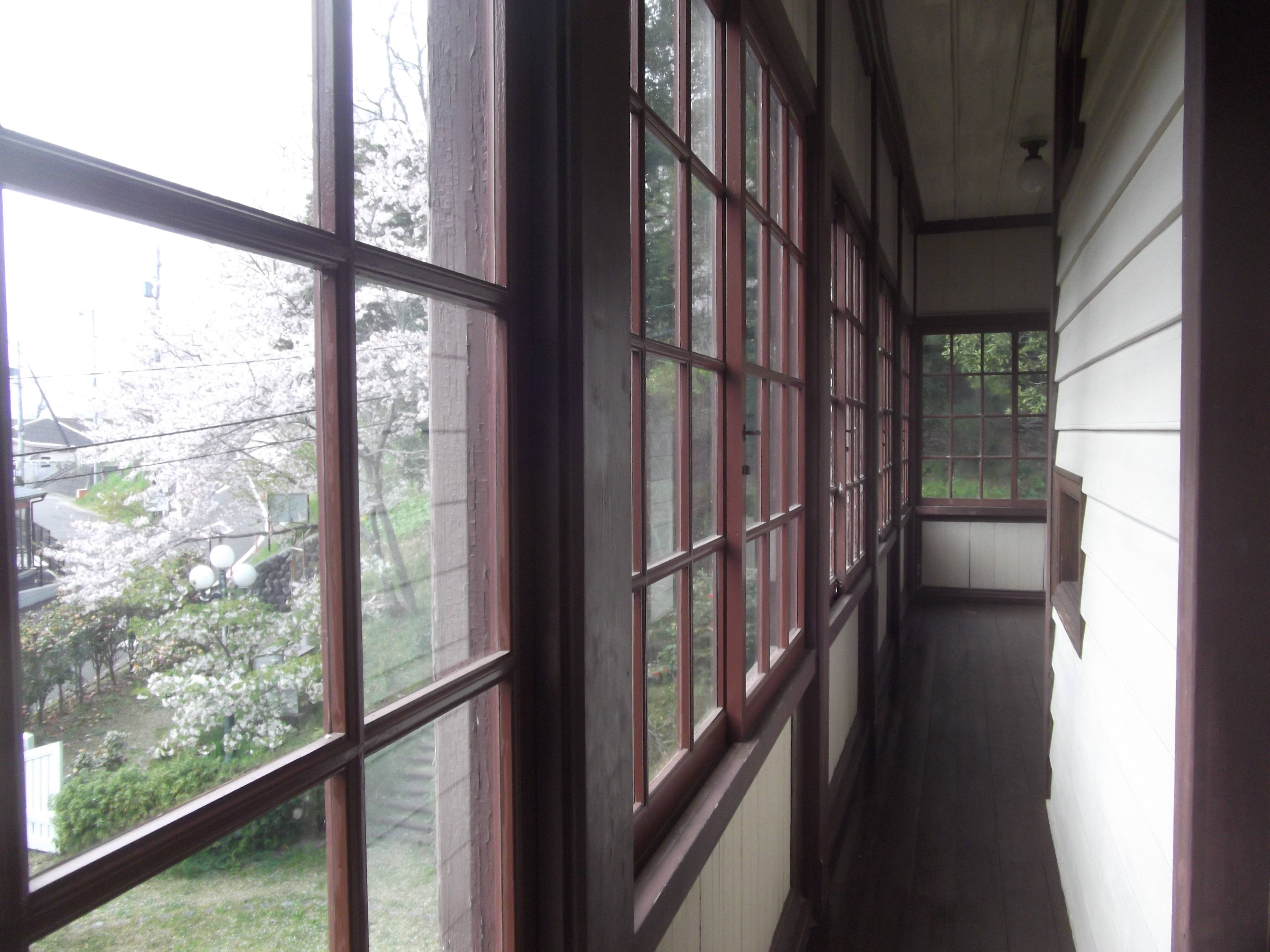
اتاق آفتابگیر
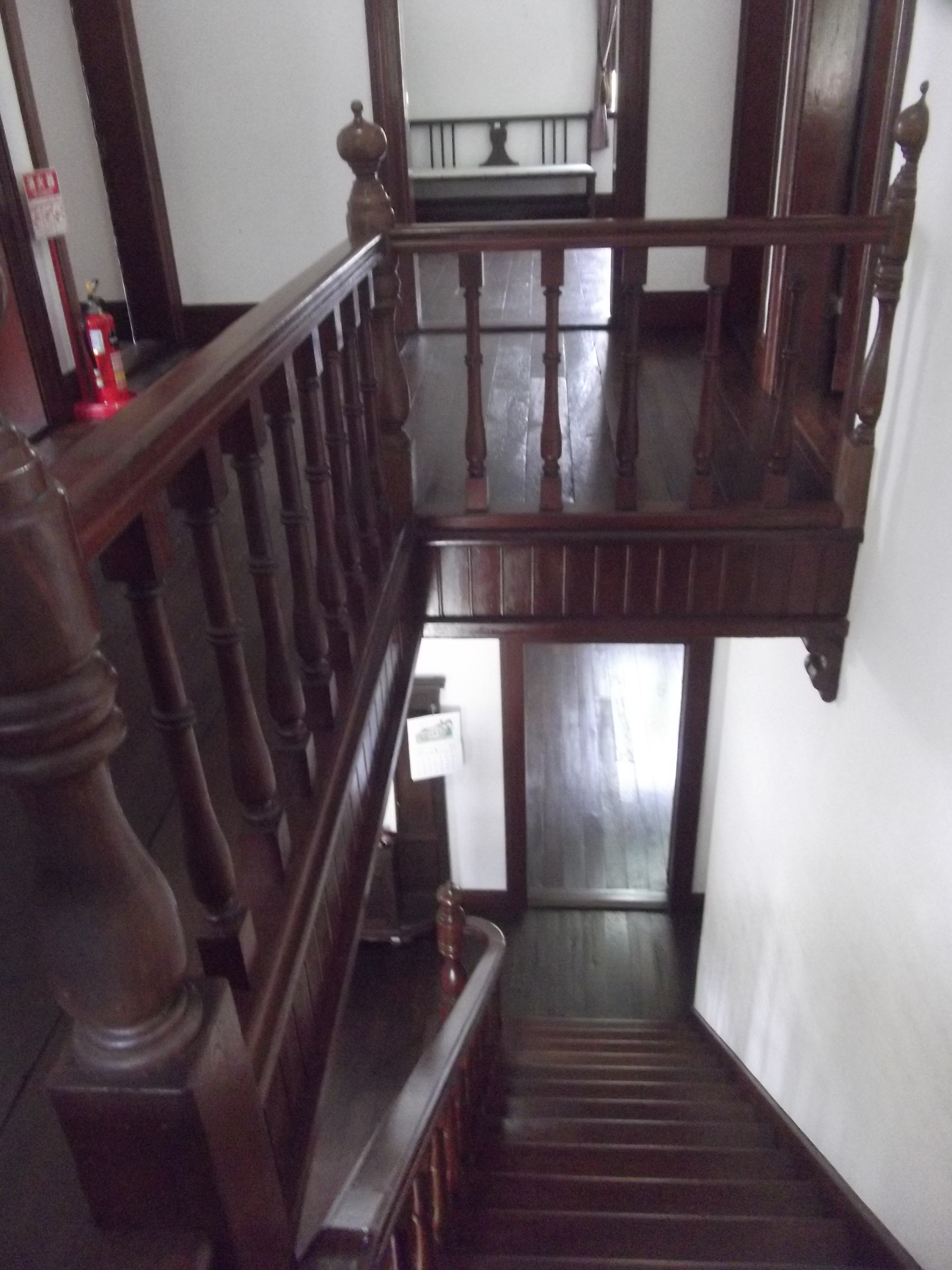
پله‌ها و نرده‌ها
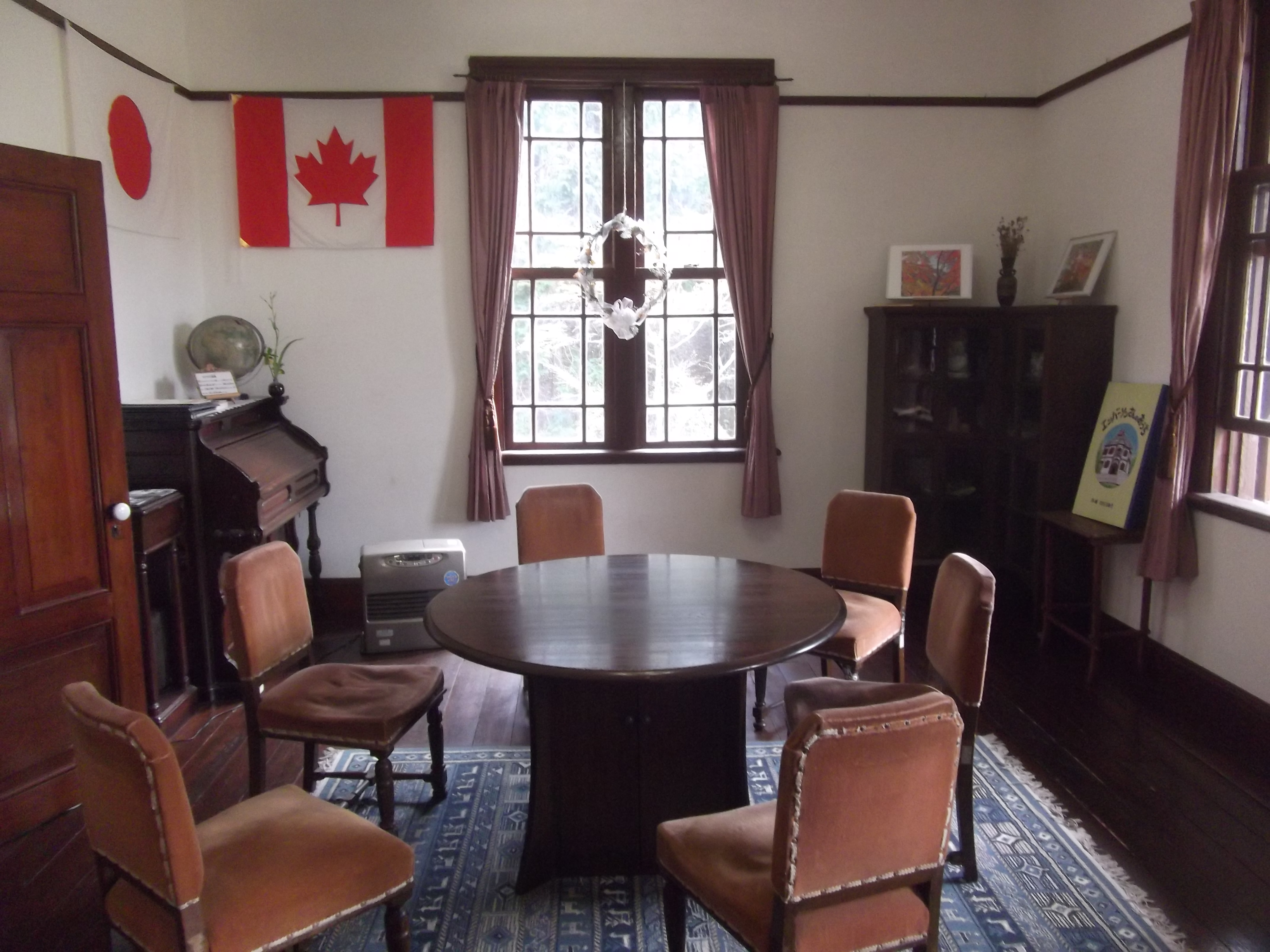
فضای داخلی اتاق